# ブリストル・テンプル・ミーズ駅
ブリストル・テンプル・ミーズ駅（ブリストル・テンプル・ミーズえき、英語: Bristol Temple Meads railway station）は、イギリス・ブリストルで最古かつ最大の鉄道駅である。ブリストルにおける公共交通の重要な乗換拠点となっており、町の多くの場所や郊外の地域へのバスや都心部へのフェリーに乗り換えられるようになっている。ブリストルにおけるもう1つの鉄道のターミナルであるブリストル・パークウェイ駅 (Bristol Parkway railway station) はブリストル市街地の北の郊外にある。
1840年8月31日、ロンドンのパディントン駅からのグレート・ウェスタン鉄道の西側の終点駅として開業した。テンプル・ミーズ駅を含むこの鉄道全体は、後に多くの作品を生むことになるイザムバード・キングダム・ブルネルによって設計された初期のものであった。その後間もなく、この駅にはブリストル・アンド・エクセター鉄道 (Bristol and Exeter Railway)・ブリストル・アンド・グロスター鉄道 (Bristol and Gloucester Railway)・ブリストル・ハーバー鉄道 (Bristol Harbour Railway)・ブリストル・アンド・サウス・ウェールズ・ユニオン鉄道 (Bristol and South Wales Union Railway) も乗り入れてくるようになった。増加する列車を捌くために、駅は1870年代にフランシス・フォックス (Sir Francis Fox) により、さらに1930年代に再度、P.E.カルバーハウス (P.E.Culverhouse) により拡張された。ブルネルが当初建設した部分は既に営業しておらず、この部分にはかつてロンドンへ移転するまでの大英帝国連邦博物館 (British Empire and Commonwealth Museum) が入居していた。駅の歴史的な重要性は有名で、構内の大部分が1級の史跡に指定されている。
現在は駅をネットワーク・レールが所有し、グレート・ウェスタン・レールウェイの列車が発着する。同社はロンドンへの列車の大半と近郊の地域輸送、カーディフ・サウサンプトン・ポーツマス・ウェイマス (Weymouth) などへの都市間輸送を担っている。またクロスカントリーにより南西イングランドのプリマス・ペンザンス、北のマンチェスター・ピカデリー駅・ヨーク、スコットランドのエディンバラ・アバディーンなどへの長距離列車が運行されている。また、サウスウェスト・トレインズによってウォータールー駅への列車も数本運行されている。
2007年3月までの1年間の乗降客数は700万人以上で、6年間でほぼ200万人増加している。この数はネットワーク・レールの駅では38番目、ロンドン以外の駅では16番目である。これに加えて、乗換客数が84万5000人以上いると見積もられている。
プラットホームは1番から15番まで番号が振られているが、旅客列車は8線のみに限定されている。大半のホームは東側の乗り場が奇数番号、西側の乗り場が偶数番号を振られている。しかし混乱することに、2番乗り場は旅客用ではなく、また14番乗り場は存在していない。

## 歴史
テンプル・ミーズという駅名は、近くにあるテンプル教会 (Temple Church) から採られている。テンプル教会は、12世紀にテンプル騎士団によって建設され、14世紀に再建されたが、第二次世界大戦の爆撃で全焼した。ミーズ (meads) という言葉は、古英語における牧草地 (meadow) という言葉の派生で、テンプル教会の教区の一部である、エイヴォン川 (River Avon) 沿いの冠水牧草地を指している。1820年頃までは、この土地は旧市街地の境界線より外側の未開発の牧草地であり、商業の中心地からはいくらかの距離があった。この土地はブリストル港 (Bristol Harbour) と、1830年に建設された家畜市場の間にあった。

### ブルネルの駅

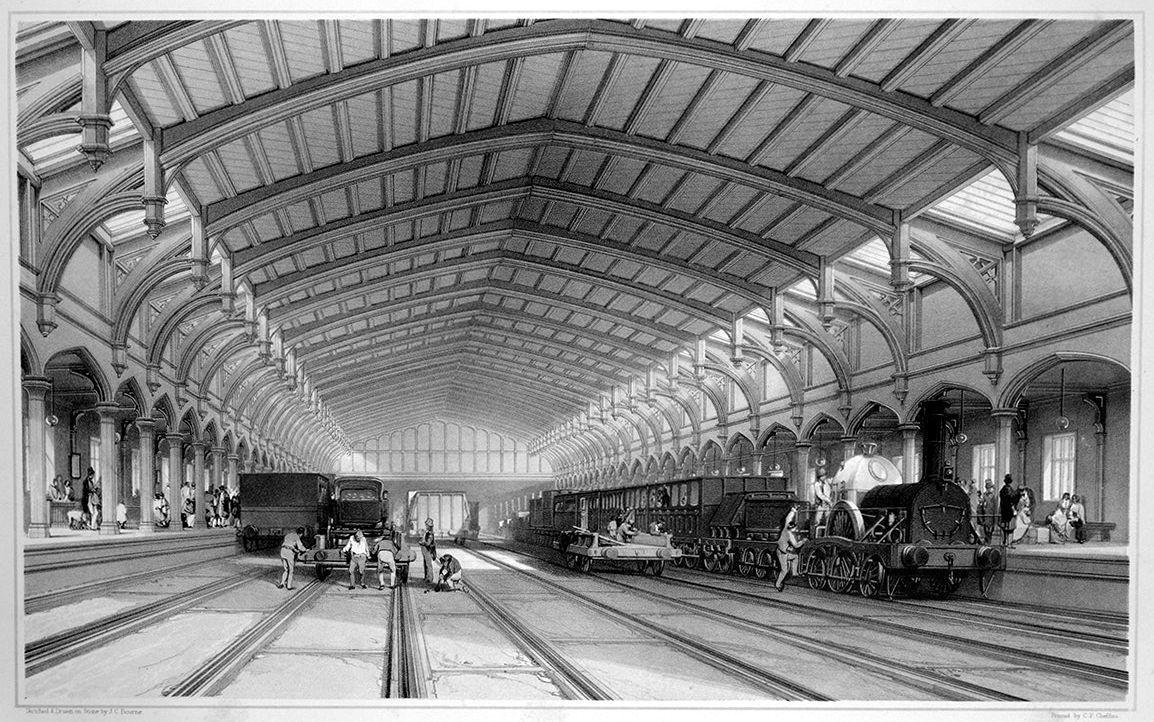
ジョン・クック・ボーン (John Cooke Bourne) による、1843年頃のテンプル・ミーズ駅のブルネル設計のトレイン・シェッドの内部を描いた版画

当初の駅は、1839年から1841年にかけてブリストルで最初の旅客鉄道であるグレート・ウェスタン鉄道のために、同鉄道の技師であるイザムバード・キングダム・ブルネルによる設計で建設された。ブルネルが手がけた最初の鉄道であるこの鉄道に対して、彼は7 フィート 0.25 インチ (2,140 mm) の広軌を採用した。彼はこの軌間を、後にイングランド南部や西部の多くの鉄道を建設する際にも採用し続けた。ブリストル港やエイヴォン川の高さより高い位置に建設するために、駅は高架橋上にあり、1級史跡に指定されているエイヴォン橋 (Avon Bridge) でエイヴォン川を横断している。駅は200 フィート（約61 m）にわたりトレインシェッドで覆われており、プラットホームから先に155 フィート（約47 m）延長されて貨物取扱所や機関庫が置かれ、テューダー様式の事務所ビルに面していた。バース までの列車の運行は1840年8月31日に始まり、ロンドンのパディントン駅まではボックストンネルの完成を受けて1841年6月30日から開始された。

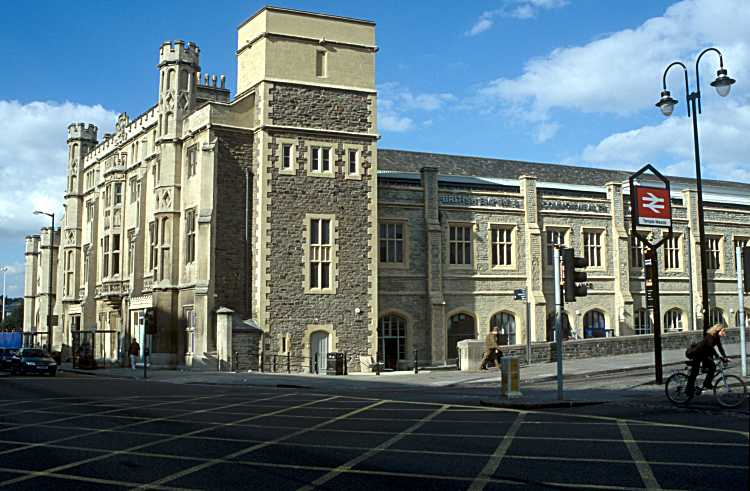
ブルネルの設計した当初の駅は、大英帝国連邦博物館として使われていた

パディントンまでの営業が開始される数週間前の、1841年6月14日にブリストル・アンド・エクセター鉄道が開業し、同社の列車はグレート・ウェスタン鉄道の駅をバックで発着するようになった。テンプル・ミーズ駅に発着する3番目の鉄道は、1844年7月8日に開業したブリストル・アンド・グロスター鉄道であったが、同社は1845年7月1日にミッドランド鉄道 (Midland Railway) によって買収された。この鉄道もグレート・ウェスタン鉄道のプラットホームを利用し、ブリストル港を横断する橋の向こう側で自社の路線へ分岐していた。これらの新しい鉄道もブルネルが設計し、また当初は広軌を採用していた。ブルネルは、ブリストル・アンド・サウス・ウェールズ・ユニオン鉄道も設計したが、この鉄道はブルネルの死からほぼ4年経った1863年8月25日になって開業した。この鉄道もテンプル・ミーズ駅に発着した。

### ブリストル・アンド・エクセター鉄道の駅

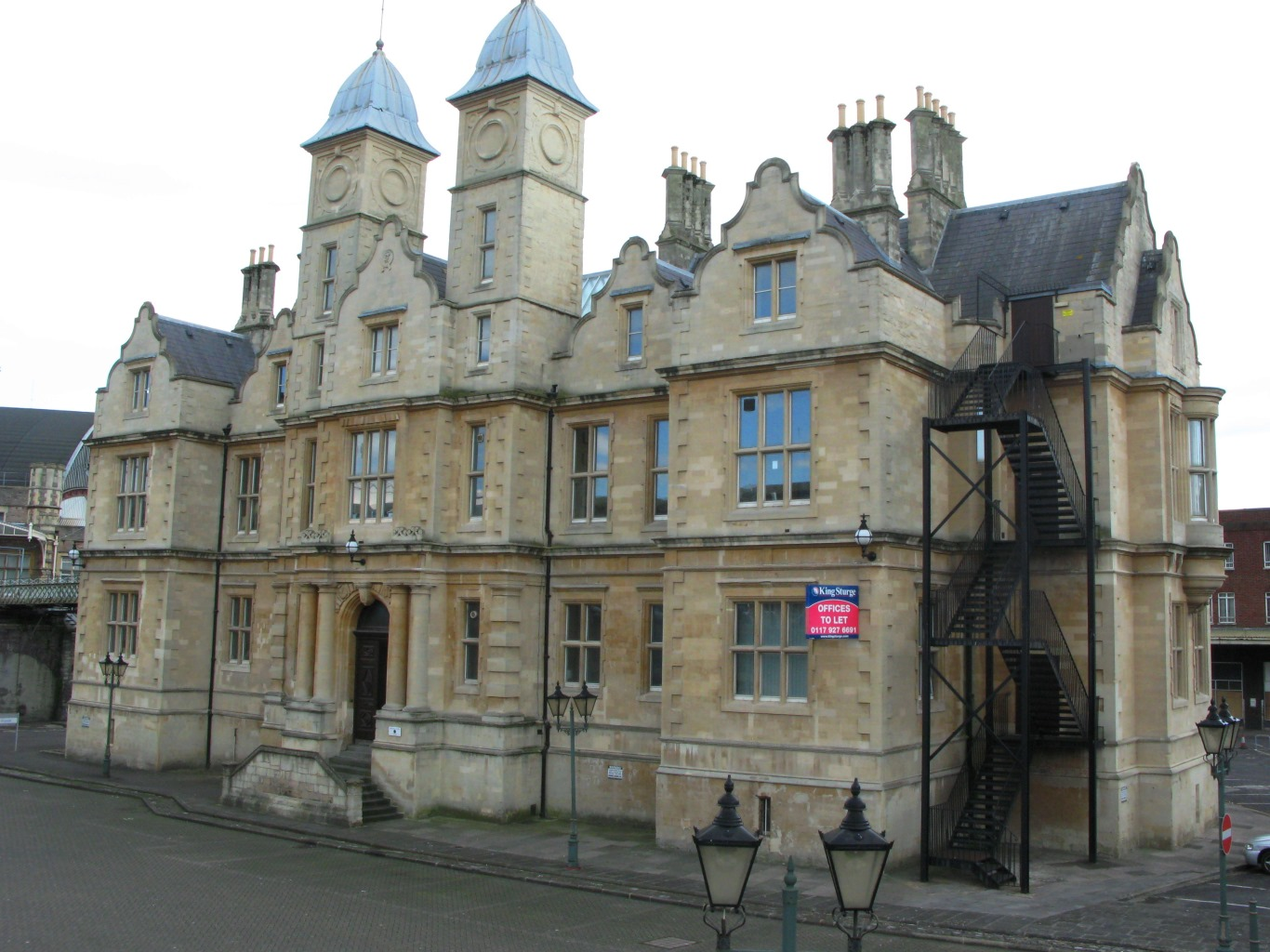
ブリストル・アンド・エクセター鉄道本社

1845年にブリストル・アンド・エクセター鉄道は、グレート・ウェスタン鉄道の駅に対して直角な向きに自社の駅を建設し、またグレート・ウェスタン鉄道からの直通列車が駅で折り返さずに運転できるように、両社の線路を結ぶ連絡線のカーブ上に急行用のホームを建設した。木造のブリストル・アンド・エクセター鉄道の駅舎は地元では「牛小屋」(The Cowshed) などと呼ばれていたが、同社の本社は1852年から1854年にかけて、駅の西側の地面の高さにサミュエル・フリップ (Samuel Fripp) の設計によりジェームズ様式で建設された。ブリストル・アンド・ポーティスヘッド・ピア・アンド・レールウェイ (Portishead Railway) は、1867年4月18日にブリストルの西でブリストル・アンド・エクセター鉄道から分岐する形で開業し、同社の列車はブリストル・アンド・エクセター鉄道の運営により、そのテンプル・ミーズ駅プラットホームに発着した。
1850年に、ブリストル・アンド・エクセター鉄道の駅に通じる路線の東側、エイヴォン川の南岸に機関庫が開設された。1859年から1875年までの間に、この機関庫に付属した工場で23両の新しい機関車が製造され、その中には独特なブリストル・アンド・エクセター鉄道4-2-4T型機関車 (Bristol and Exeter Railway 4-2-4T locomotives) も含まれていた。

### 貨物駅
グレート・ウェスタン鉄道は、駅の北側のブリストル港に隣接して、326フィート × 138フィート（約99m×42m）の貨物上屋を建設した。艀への貨物の積み替え作業用に小さなドックが備えられていたが、ブリストル橋 (Bristol Bridge) より上流にあったため海上輸送用の船舶への直接積替えは不可能であった。貨車はホイスト（クレーン）により12 フィート（約4 m）降ろされて貨物上屋に入るようになっていた。1872年3月11日、3鉄道会社の共同運営によるブリストル・ハーバー鉄道が開通し、ブリストル橋より下流にあるより便利な岸壁近くの貨物駅まで、テンプル・ミーズ駅から通りを橋で横断してセント・メアリー・レドクリフ教会 (St Mary Redcliffe) の墓地の下に掘られたトンネルをくぐって直通するようになった。
ブリストル・アンド・エクセター鉄道は駅の南側にパイル・ヒル (Pylle Hill) という貨物駅を1850年から運営しており、またミッドランド鉄道も1858年からブリストル港の反対側にエイヴォンサイド・ワーフ (Avonside Wharf) という独立した操車場を持っていた。

### 改軌の影響
1854年5月29日、ミッドランド鉄道はブリストルからグロスターまでの路線に3本目のレールを敷いて三線軌条にし、ブリストルの北にある炭鉱へ引き続き広軌の貨物列車が走れるようにする一方で、標準軌の旅客列車も運転できるようにした。サウス・ウェールズ分岐点に設けられた側線により、双方の軌間の貨車の間で貨物の積み替えができるようになっていた。グレート・ウェスタン鉄道は広軌で運転を続けたが、1873年9月3日、標準軌のブリストル・アンド・ノース・サマーセット鉄道 (Bristol and North Somerset Railway) を開業させた。この鉄道は、テンプル・ミーズ駅からロンドン方向へ約0.5 マイル（約0.8 km）のところに分岐点があったので、この地点まで三線軌条が延長された。翌年、ウィルツ・サマーセット・アンド・ウェイマス鉄道 (Wilts, Somerset and Weymouth Railway) の標準軌への改軌にともなって、三線軌条はさらにバースまで延長された。さらに1875年5月16日には、ボックストンネルも三線軌条化され、ブリストルからロンドンまでの全区間で標準軌の列車が走行可能になった。しかしテンプル・ミーズ駅より西にはまだ広軌の区間が残り、ロンドンからペンザンスやデヴォン・コーンウォール方面への直通列車は引き続き広軌の列車で運転された。貨物は、ブリストル・アンド・エクセター鉄道のパイル・ヒルにある操車場で積み替えていた。
1875年6月1日にブリストル・アンド・エクセター鉄道はブリストルからトーントン (Taunton) まで三線軌条に切り替えたが、エクセターまでの残りは1876年3月1日まで掛かった。その3ヵ月後にブリストル・アンド・エクセター鉄道はグレート・ウェスタン鉄道に合併した。エクセターより先の残りの路線は、1892年5月21日に標準軌に改軌され、テンプル・ミーズ駅の広軌用線路は使われなくなり、単純な標準軌の配線に切り替えられて撤去された。これにより、駅を改築して2線の乗り場を増設することができた。

### 1870年代の改築

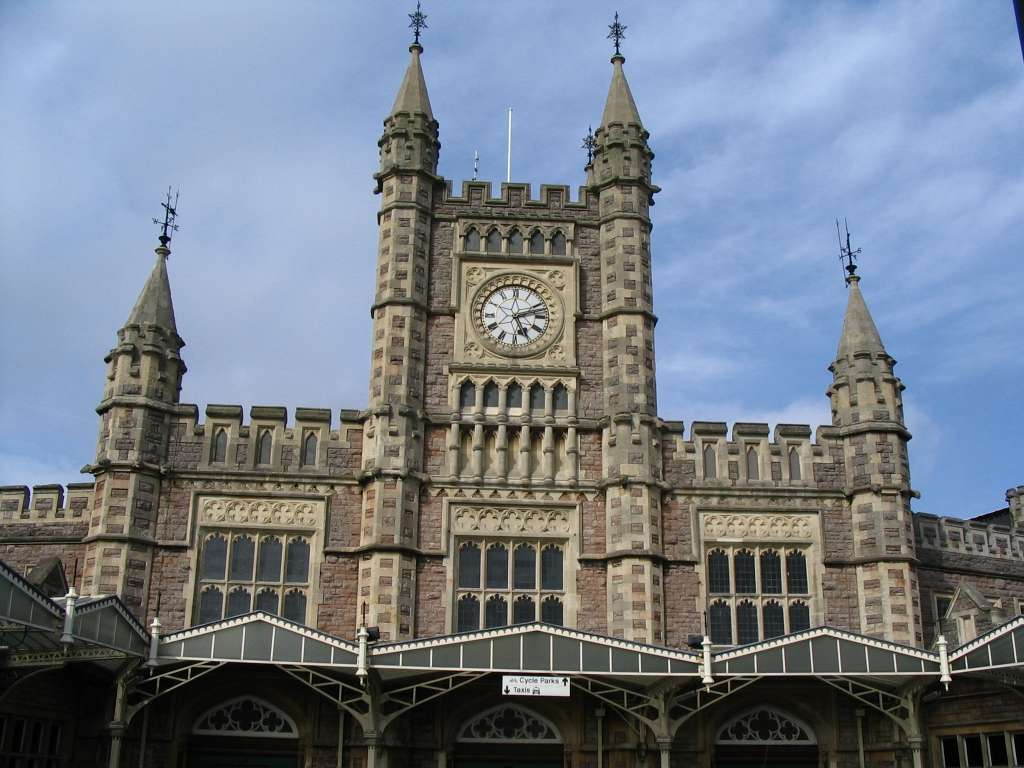
駅のメインエントランスは1870年代に行き止まりホームと直通ホームの間に建設された。第二次世界大戦まで尖塔を備えていた。

新たな路線の開業により駅の乗り場は逼迫して、ブルネルのターミナルに短い140 ヤード（約130 m）のプラットホームが追加された。改築を認可する議員立法が1865年に通過したことで、1871年から1878年に掛けて駅は広範囲に改築された。ブルネルのプラットホームは212 ヤード（約194 m）までロンドン方向へ向かって延長され、またかつて急行ホームがあった場所に新しい3本の直通ホームが建設された一方で、もとのブリストル・アンド・エクセター鉄道の駅は取り壊され、その場所は新しい車庫に利用された。この工事は、ブルネルのかつての同僚であったマシュー・ディグビー・ワイアット (Matthew Digby Wyatt) の作であると一般に考えられているが、駅の合同委員会の議事録には彼の関与を示す文献的な証拠は残されていない。図面にある唯一の署名は、ブリストル・アンド・エクセター鉄道の技術者であったフランシス・フォックスのものである。新しい直通プラットホームに掛けられたトレインシェッドは曲線を描いた鍛鉄で造られており、全長は500 フィート（約150 m）あった。貨物取扱所では、不便な貨車取り扱いホイストがテンプル・ミーズ駅東端からの急なインクラインに改築されて、これにより貨物取扱所の中の側線が従来とは直角な向きに変更され、また艀用のドックは埋められた。
ブリストル・アンド・サウス・ウェールズ・ユニオン鉄道とミッドランド鉄道の列車は行き止まりホームから運転され、一方グレート・ウェスタン鉄道は新しい直通ホームから運転された。この工事の費用はグレート・ウェスタン鉄道/ブリストル・アンド・エクセター鉄道が14分の4、ミッドランド鉄道が14分の10で分割された。また経常経費に関してはグレート・ウェスタン鉄道が8分の3、ミッドランド鉄道が8分の3、ブリストル・アンド・エクセター鉄道が8分の2で分割された。グレート・ウェスタン鉄道がブリストル・アンド・エクセター鉄道を1876年に合併したので、この比率は1948年1月1日のイギリス国鉄による国有化までグレート・ウェスタン鉄道が8分の5、ミッドランド鉄道（後のロンドン・ミッドランド・アンド・スコティッシュ鉄道）が8分の3となった。

### 20世紀の変化

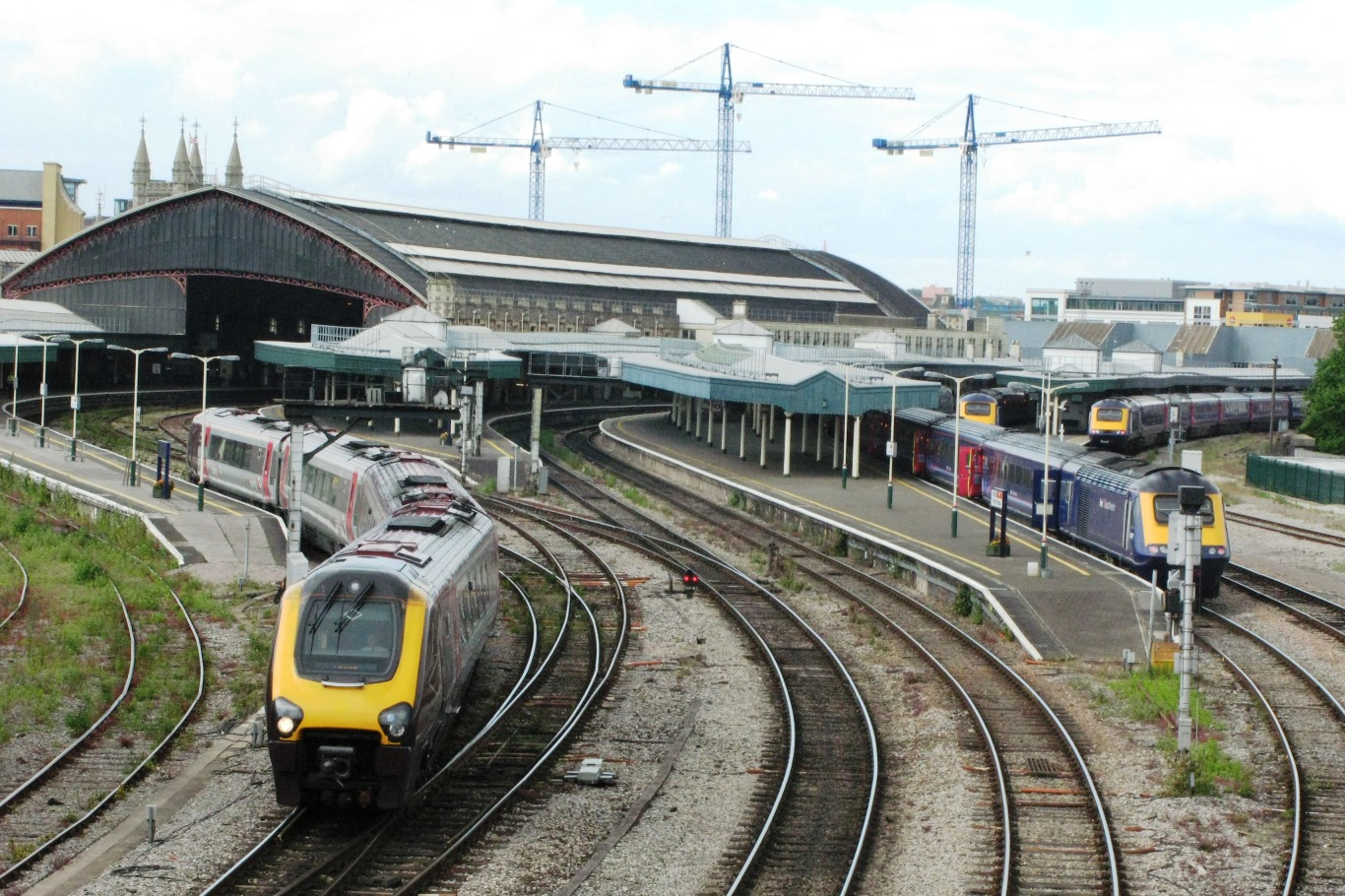
バース通りから北向きに見た光景。1870年代のアーチを描いたトレインシェッドが1935年の新しいプラットホームの平たい屋根に囲まれている

1924年に貨物取扱所はそれぞれ575 フィート（約175 m）の長さの15本のプラットホームに改造された。広大な倉庫と地下室が貨物の保管用に提供されたが、この頃には既にキャノンズ・マーシュ (Canons Marsh) に新しい貨物取扱所が開設されていた。
1930年から1935年にかけて建築家P.E. カルバーハウス (P.E. Culverhouse) の指揮の下に、駅の直通ホームが東側に古い家畜市場の上に、また南側にキャトル・マーケット通りとエイヴォン川のニュー・カット水路 (New Cut) を越える新しい広い橋の上に拡張された。これによりさらに直通プラットホームに5線の乗り場を追加する余地ができたが、一方でトレインシェッドの真ん中の狭い島式ホームは撤去され、これによりメインの上りと下りのプラットホームは拡張され、また延長された。より柔軟に運行できるようにするために、テンプル・ミーズ駅に入ってくる全てのアプローチルートは複々線に拡張された。
この拡張工事の結果、それまで存在していた4つの手動式の信号扱所が3つの新しい動力式の信号扱所に置き換えられ、また腕木式信号機と機械式の転轍機が色灯式信号機と電動転轍機に置き換えられた。新しいブリストル・テンプル・ミーズ東信号扱所には3人の信号扱い手と1人の助手によって取り扱われる368本の転轍てこを備えており、グレート・ウェスタン鉄道で最大のものであった。他の2つの扱所はブリストル・テンプル・ミーズ西と、古いブリストル・アンド・エクセター鉄道の機関車工場を1934年に建て直したバース・ロード車庫 (Bristol Bath Road TMD) への出入りを制御するものである。
第二次世界大戦に際しては駅は爆撃を受け、きっぷ売り場の建物の上にある時計塔の木造の尖塔が1941年1月3日に破壊された。1960年にガス灯が蛍光灯に置き換えられた。
ブリストルで2番目の主要駅であるブリストル・パークウェイ駅は1972年に開業した。パークウェイ駅は高速道路M32に近いブリストル市街地の北の郊外に位置し、当初は長距離旅客のためのパークアンドライド施設として設計されていた。
1990年から1991年に掛けて、200万ポンドを掛けてトレインシェッドの改造が行われ、また700万ポンドを費やして地下道の改装や新しい小売施設の建設など駅の古い部分の修繕が行われた。1935年に建設された短い2本の島式プラットホームは1960年代から小荷物輸送にのみ使用されていたが、この修理の期間中一時的に旅客扱いを再開した。このホームは2001年に旅客扱いを完全に再開した。

### 路線の廃止
かつてのノース・サマーセット線の旅客運行は1959年11月に廃止された。ビーチング・アックスの結果として1963年にさらに多くの路線が廃止された。ブリストル・ハーバー鉄道は1964年1月6日に廃止され、ポーティスヘッドへの旅客列車は1964年9月7日に廃止された。そしてブリストル北部のほとんどの各駅停車の運行は1964年11月23日に廃止された。翌年にはミッドランド鉄道のグロスターまでの区間の各駅停車の運行が廃止され、マンゴッツフィールド (Mangotsfield railway station) 経由でバース・グリーン・パーク (Bath Green Park railway station) へ行くかつてのミッドランド鉄道の路線は1966年3月7日に廃止された。バースへの路線上にあるセント・アンズ・パーク駅 (St Anne's Park railway station)) とソルトフォード駅 (Saltford railway station) は、1970年1月5日までの営業であった。
1965年9月12日には、行き止まりのホームが閉鎖された。これによってプラットホームの番号が付け直されたが、下の表に示すように従来とは逆順となった。これによって余ったトレインシェッドの空間は、翌年2月から屋根付きの駐車場になったが、1989年から1999年まではブルネルの駅は探検と展示のスペース (The Exploratory and exhibition space) と呼ばれるインタラクティブ科学センターとなった。その後この空間は大英帝国連邦博物館となったが、その後ロンドンへ移転した。
| 旧番号 | 新番号 | 場所                     |
| ------ | ------ | ------------------------ |
| 1      | 15     |                          |
| 2      | 13     |                          |
| 3      | 12     |                          |
| 4      | 11     |                          |
| 5      | 9 / 10 | 分割して9・10番線に      |
| 6      | 7 / 8  | 分割して7・8番線に       |
| 7      | 5      | メイントレインシェッド内 |
| 8      | 6      |                          |
| 9      | 3      | メイントレインシェッド内 |
| 10     | 4      |                          |
| 11     | 2      |                          |
| 12     | 1      | 到着ホーム東側           |
| 13     | 閉鎖   | 到着ホーム西側           |
| 14     | 閉鎖   | 出発ホーム東側           |
| 15     | 閉鎖   | 出発ホーム西側           |

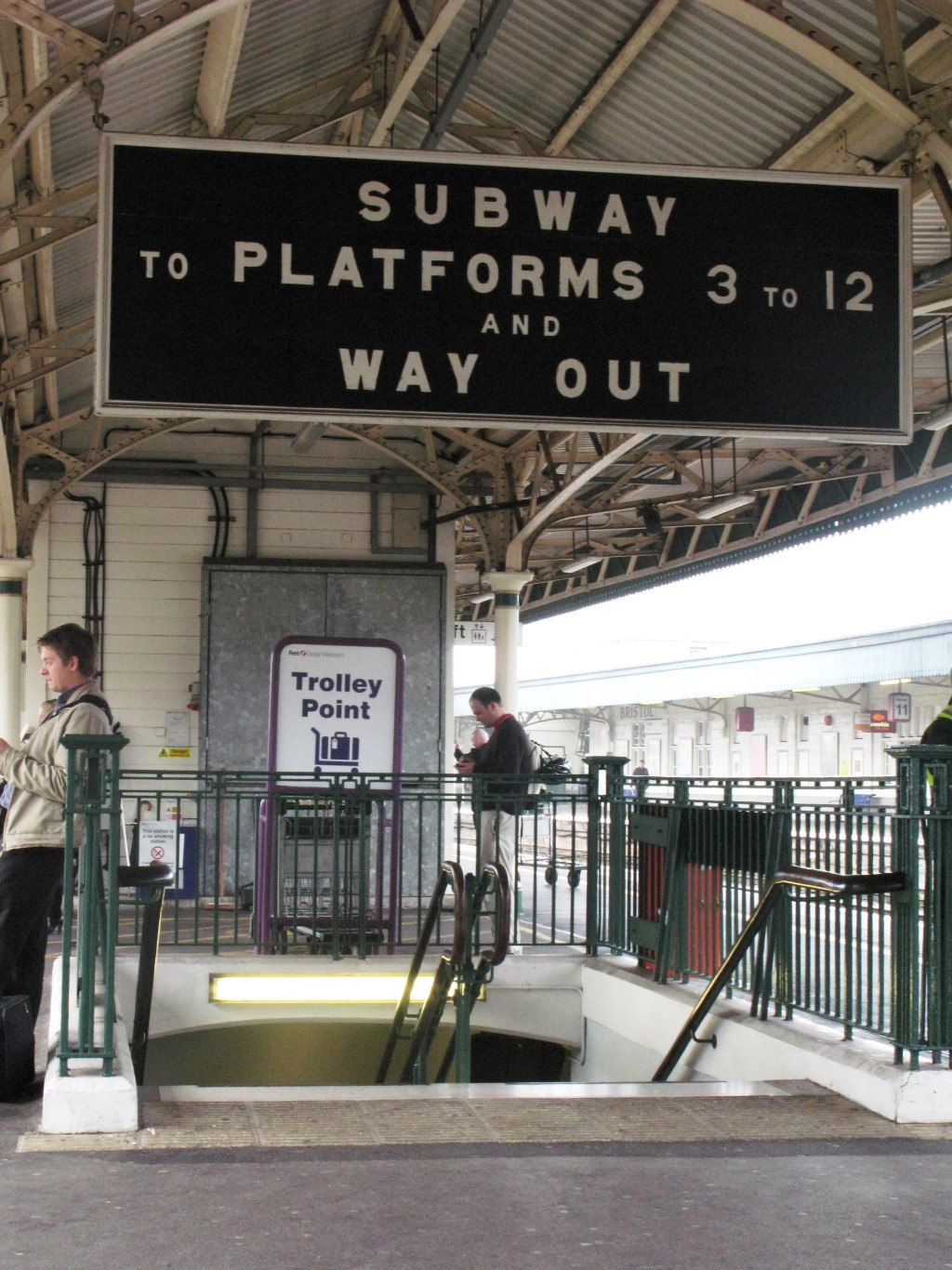
この標識は本来「プラットホーム1から12」と表示してあるべきであるが、このホーム自体が1番・2番乗り場であったかつてのプラットホーム番号のままである。これらのホームは今は左が15番、右が13番乗り場である

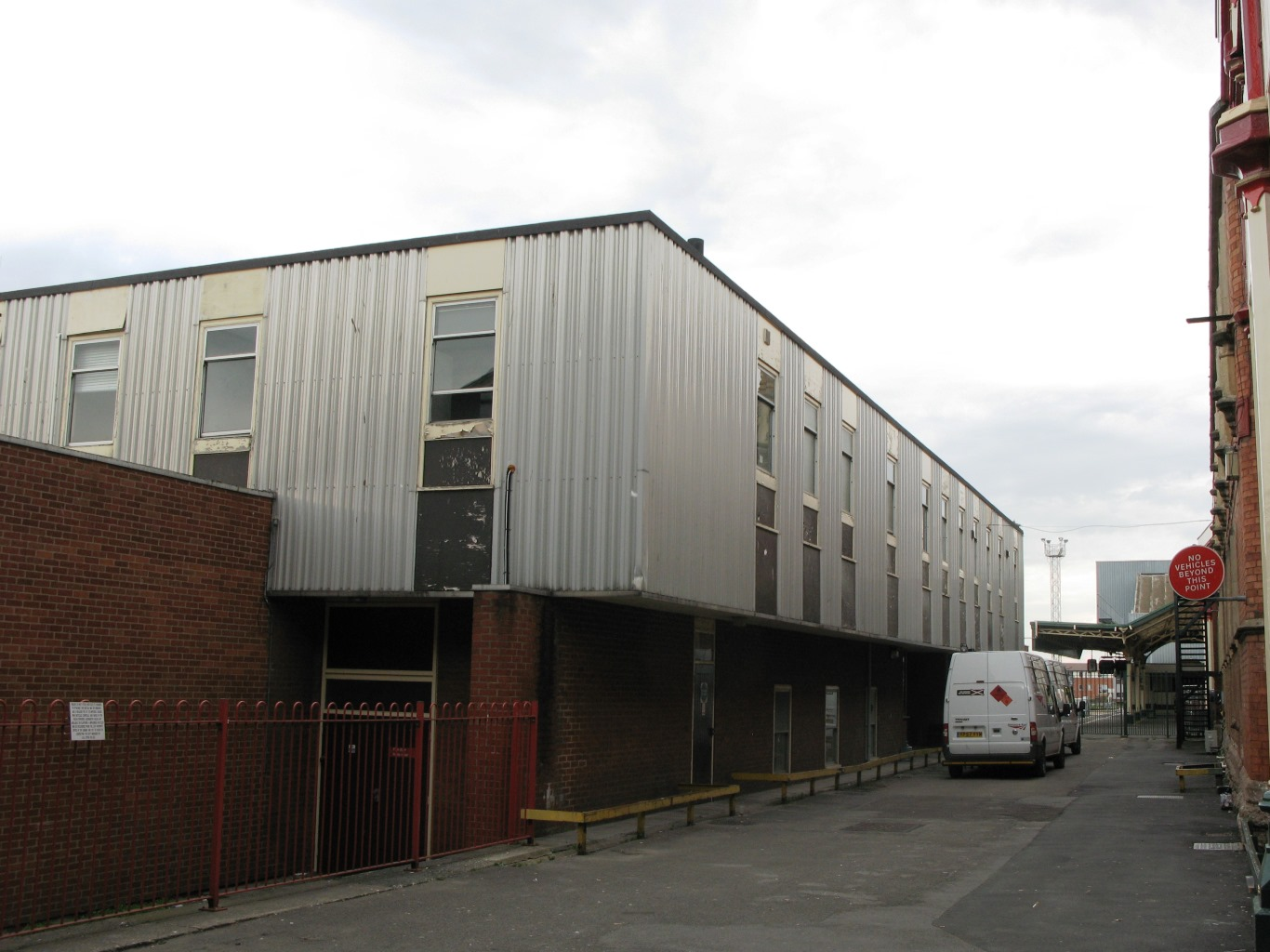
かつての14番乗り場に建てられている、電動式の信号扱所

ブリストルの信号扱所は、旧14番乗り場の跡地に建設された。開設時、この信号扱所からブリストル周辺の114 マイル（183 km）におよぶ、280の信号機と243の電動転轍機を管轄しており、当時のイギリス国鉄で単一の信号扱所から管轄する最大のものであった。

### 私鉄時代の隣接駅
グレート・ウェスタン鉄道
グレート・ウェスタン本線 （ボックストンネル経由）
セント・アンズ・パーク駅 - ブリストル・テンプル・ミーズ駅 - ベドミンスター駅
セバーン・ビーチ線 / クロス・カントリー・ルート
ローレンス・ヒル駅 - ブリストル・テンプル・ミーズ駅 - ベドミンスター駅
ブリストル・アンド・ノース・サマーセット鉄道
ブリスリントン駅 - ブリストル・テンプル・ミーズ駅
ブリストル・アンド・グロスター鉄道（後のミッドランド鉄道）
フィッシュポンズ駅 - ブリストル・テンプル・ミーズ駅

## 駅の構造

### 駅への入口

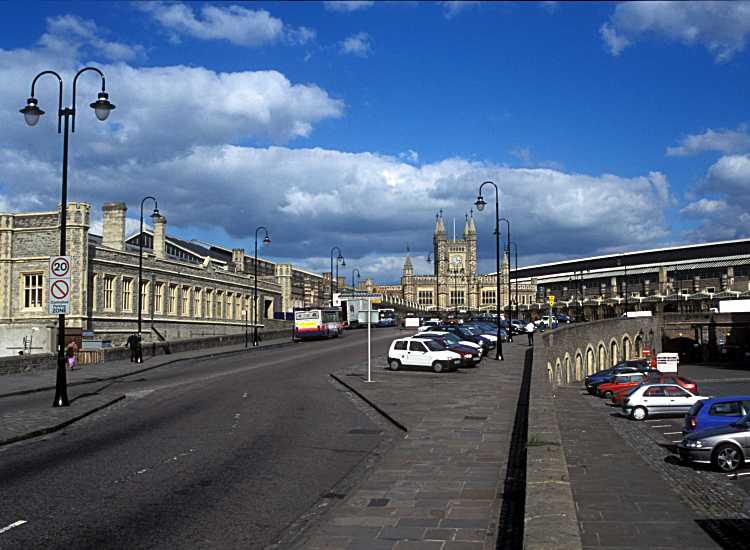
駅への入口道路は、1870年代にフォックスが建設した小塔のついた駅舎の入り口へまっすぐ続いている。当初のブルネルの駅舎は左手にあり、フォックスの拡張した部分がそれと駅入口を結んでいる。そして現在の駅のトレインシェッドが入口右側にある

現在は、かつての貨物取扱所の跡に建てられたテンプル・クエイオフィス地区や、ブリストル港にあるフェリーボートの着岸場からも駅に入ることができるが、従来からある主要な駅への入口はテンプルゲートである。2008年までイギリス帝国連邦博物館として用いられていた、イザムバード・キングダム・ブルネルによるテューダー様式の当初の駅舎の建物はこの入口道路に面しており、また出発する乗客向けの入口として使われてきたアーチが北側に、到着する乗客向けの出口として使われてきたアーチがこれと反対側にあったが、このうち後者は1870年代の拡張で撤去された。
この建物の反対側には、ブリストル・ハーバー鉄道の橋の両側に分かれて、1870年代に建設されたグロスベナーホテル (Grosvenor Hotel) と、廃業したジョージ鉄道ホテル (George Railway Hotel) がある。ブルネルを記念して「無茶な技術者」(Reckless Engineer) と名づけられたモダンなパブが、駅へ上がっていくアプローチの道に面して存在する。
この駅へのアプローチの右側の低い位置に、サミュエル・フリップによって設計されて1930年代に建てられた、コレット・ハウス (Collet House) として知られるブリティッシュ・アンド・エクセター鉄道のオフィスビルがある。そしてその向こうに使われなくなった小包扱い所がある。左側はブルネルによる当初の駅舎である。トレインシェッドは幅72 フィート（約22 m）で、木製のボックスフレームの屋根と、テューダー様式のアーチの上にハンマービーム (Hammerbeam roof) に擬した鋳鉄の梁でできている。これはイングランドにおいて最も幅の広いハンマービームの屋根であると考えられており、駅の大部分と同様に1級の史跡に指定されている。また、グレート・ウェスタン鉄道の世界遺産への指定が提案されており、このトレインシェッドもその一部として挙げられている。アプローチの坂道の終わりの左側に、屋根付きの駐車場の入口があり、これは当初の駅舎とフォックスによる1870年代の拡張をつないだ部分になっている。
前方には小塔の付いた本駅舎があり、右側の平坦な場所はブリストル・アンド・エクセター鉄道の駅舎の跡である。このエリアの地下には、1878年から駅が拡張された1935年まで、旅客用の地下通路があった。

### 駅

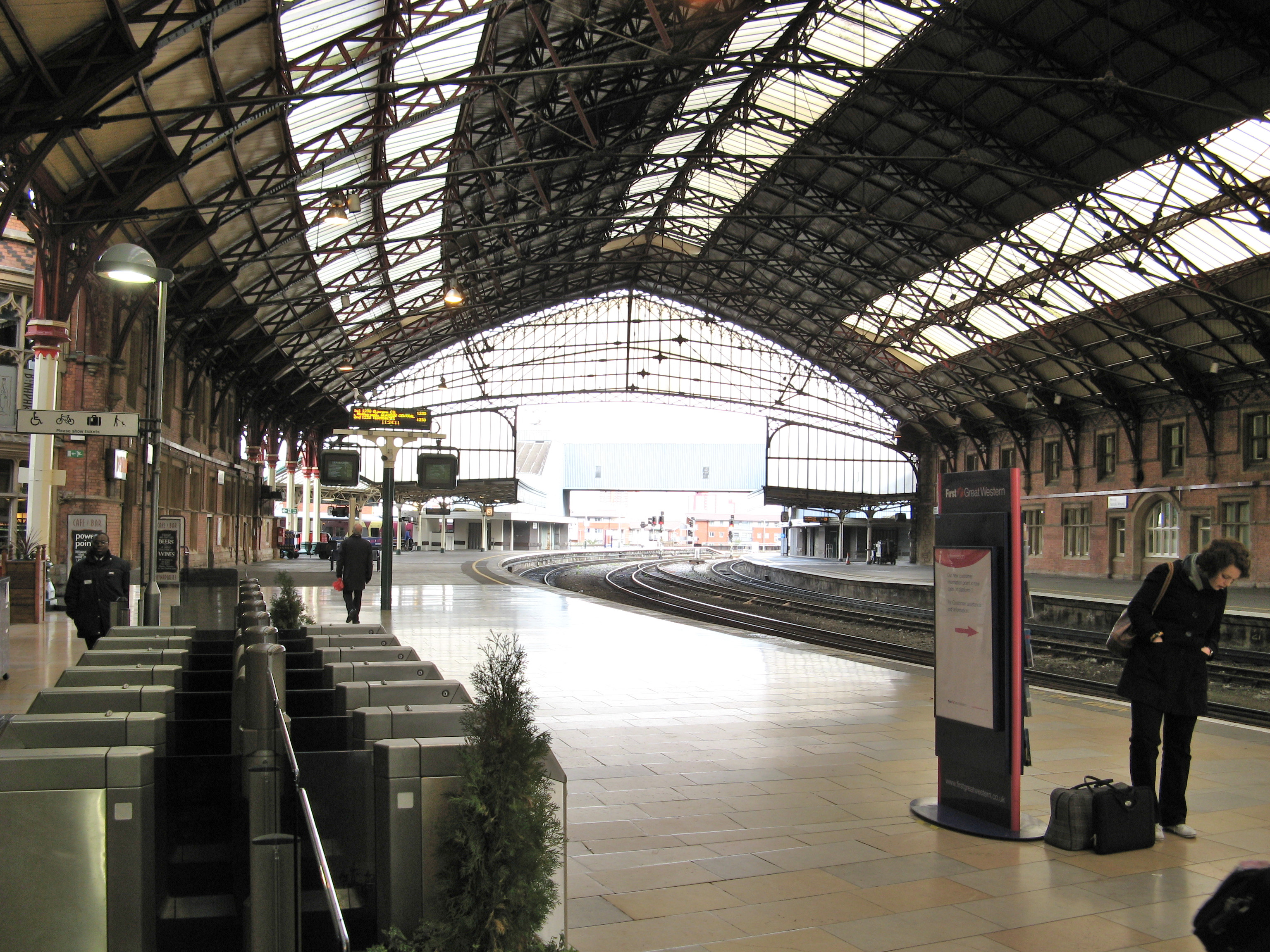
3番乗り場とプラットホームへの出入りを管理する自動改札機

メインの駅舎に入ると、すぐ前方にきっぷ売り場と自動券売機があり、左手にテンプル・クエイとフェリー乗り場からの通路が、右側に書店がプラットホームへの入口に隣接してある。入口近くにある旅客情報システムには、全てのプラットホームにおいて次に来る列車の到着と出発の情報を、遅れの情報も含めて表示しており、各プラットホームにも同様にそのホームに関する情報が表示されている。全ての乗り場について、双方向の列車に利用されており、駅の柔軟な配線によりどの行き先の列車であってもどのホームにでも発着できる。テンプル・ミーズ駅では、同じ番線を縦列に2本に分割して、プラットホームの東側の乗り場に奇数番号を、西側の乗り場に偶数番号を割り当てている。ただし、東西に伸びる路線の中でテンプル・ミーズ駅のプラットホーム付近はカーブになっているので、西側の乗り場というのは地理的には南側になっている。
プラットホームへの入口には自動改札機が設置されており、これは北行きのクロスカントリーの列車の多くやブリストル・パークウェイやグロスターなどへ向かう各駅停車が使用する3番乗り場に面している。駅のレストランとバーはこの左にあり、さらにその向こうに短い頭端式ホームの1番乗り場がある。1番乗り場はセバーン・ビーチ線 (Severn Beach Line) の列車にもっともよく使われているが、西側へ発着する必要のない4両編成までの気動車ならばどんな列車でも発着できる。1番乗り場の裏手には信号扱所の一部である煉瓦の壁があり、この上には学習障害を抱えたアーティストたちが作成した、ブルネルの生誕200周年を記念した金属による芸術作品が2006年に飾られており、その説明パネルが近くに設置されている。1番乗り場の向こうの高い位置の側線は、ブリストル・ハーバー鉄道の跡で、またブリストル・パークウェイやバースへ向かう路線が分岐するブリストル・イースト分岐点（かつてのサウス・ウェールズ分岐点）へ向かう線路方向にバートン・ヒル鉄道工場を見ることができる。駅のこちら側、これらの線路の上空にある大きな灰色の箱状の構造物は、1970年代に郵便物運搬のために建設された跨線橋で、15番乗り場の奥にある使われなくなった集配場と結んでいる。
改札の右側には全てのプラットホームへ連絡する地下道があり、階段でもエレベーターでも利用できる。この中には公衆便所、現金自動預け払い機 (ATM)、いくつかの仕出屋がある。13番から15番の乗り場を除く全てのプラットホームにも仕出屋はある。旅客情報事務所とラウンジが地下道の上にあり、その奥にイギリス鉄道警察の事務所と旅客向けの自転車ラックがあり、さらに遠くに西側へ向かう列車に時折使用される4番乗り場がある。これに沿って、もう1つの頭端式ホームである2番乗り場があるが、旅客列車には使われておらず、今のところ車両を留置しておく目的のみに使われており、かつてのカートレインの積み降ろし施設もここにあった。この線路の向こう側には古い「フィッシュドック」があり、時折技術者が線路上で使う用具を保管するために使われている。プラットホームの終端より先で線路は右（西）に曲がっていき、市街地の外と結ぶ道路A4号線 (A4 road) が通るガーダー橋であるバース・ロード橋をくぐって視界から消える。
1番目の島式ホームには5番乗り場から8番乗り場まである。5番乗り場はメインのトレインシェッドの内側にあり、6番乗り場は南側への延長部で、7番・8番乗り場は1930年代にトレインシェッドを支える壁の外側に増築されたものである。5番乗り場はカーディフへの列車が、7番乗り場はポーツマスへの列車が多く利用する。6番・8番乗り場はウェストン＝スーパー＝メア (Weston-super-Mare) やペンザンスまでの駅への列車が主に利用する。5番乗り場と7番乗り場の間には「スパー・サイディングス」 (Spur Sidings) と呼ばれる2本の短い側線があって、1両のクラス143気動車 (British Rail Class 143) かクラス153気動車 (British Rail Class 153) を止められるくらいの長さがある。
2番目の島式ホームは9番乗り場から12番乗り場になっており、これも1930年代からのものである。5番から8番乗り場のプラットホームより長いが、西側の乗り場にHST（イギリスの高速列車、InterCity 125）が入るとその末尾が東側乗り場の一部に掛かってしまう。ロンドンのパディントン駅やウォータールー駅、ウェイマス方面など、多くの種類の列車がこの乗り場に発着する。
最後の島式プラットホームはこれらより短く、東側の乗り場である13番乗り場と15番乗り場しかない。15番乗り場は、パディントンから来てウェストン＝スーパー＝メアやその先へ行く列車の多くが使用している。13番乗り場は行き止まり式になっていて、パディントンからの列車の多くや、数本の普通列車も使う。15番乗り場の向こうにも側線があり、これはかつてバース・ロード鉄道工場への出入りに使われていた。この工場は廃止され、鉄道以外の用途に再開発が進められている。3番・4番乗り場と5番・6番乗り場の間には、通過線と側線があり、11番・12番乗り場と13番乗り場の間にも通過線がある。
他には、公衆電話・公衆無線LANサービス・郵便ポスト・写真撮影スタンド・案内所・待合室・遺失物取扱所・救急室・監視カメラなどがある。

## 旅客数
テンプル・ミーズ駅は、ブリストル地区では最も旅客数の多い駅である。公式統計によれば、ネットワーク・レール（イギリスの鉄道管理組織）の全ての駅の中で乗降客数38位となっている。ロンドン以外の駅の中では15位で、ファースト・グレート・ウェスタンの駅の中ではパディントン・レディングに続いて3位である。2007年度と2002年度を比較すると、旅客数は37 %増加している。
|      | 2002-03   | 2004-05   | 2005-06   | 2006-07   | 2007-08   |
| ---- | --------- | --------- | --------- | --------- | --------- |
| 乗車 | 2,590,543 | 2,823,258 | 3,039,104 | 3,279,898 | 3,541,946 |
| 降車 | 2,586,575 | 2,818,114 | 3,027,136 | 3,268,961 | 3,540,152 |
| 乗換 | 不明      | 798,961   | 856,644   | 917,595   | 845,178   |
| 合計 | 5,177,118 | 6,440,333 | 6,922,883 | 7,466,454 | 7,927,276 |

この統計では年度は4月に始まり3月に終わる。

## 運行

### 鉄道

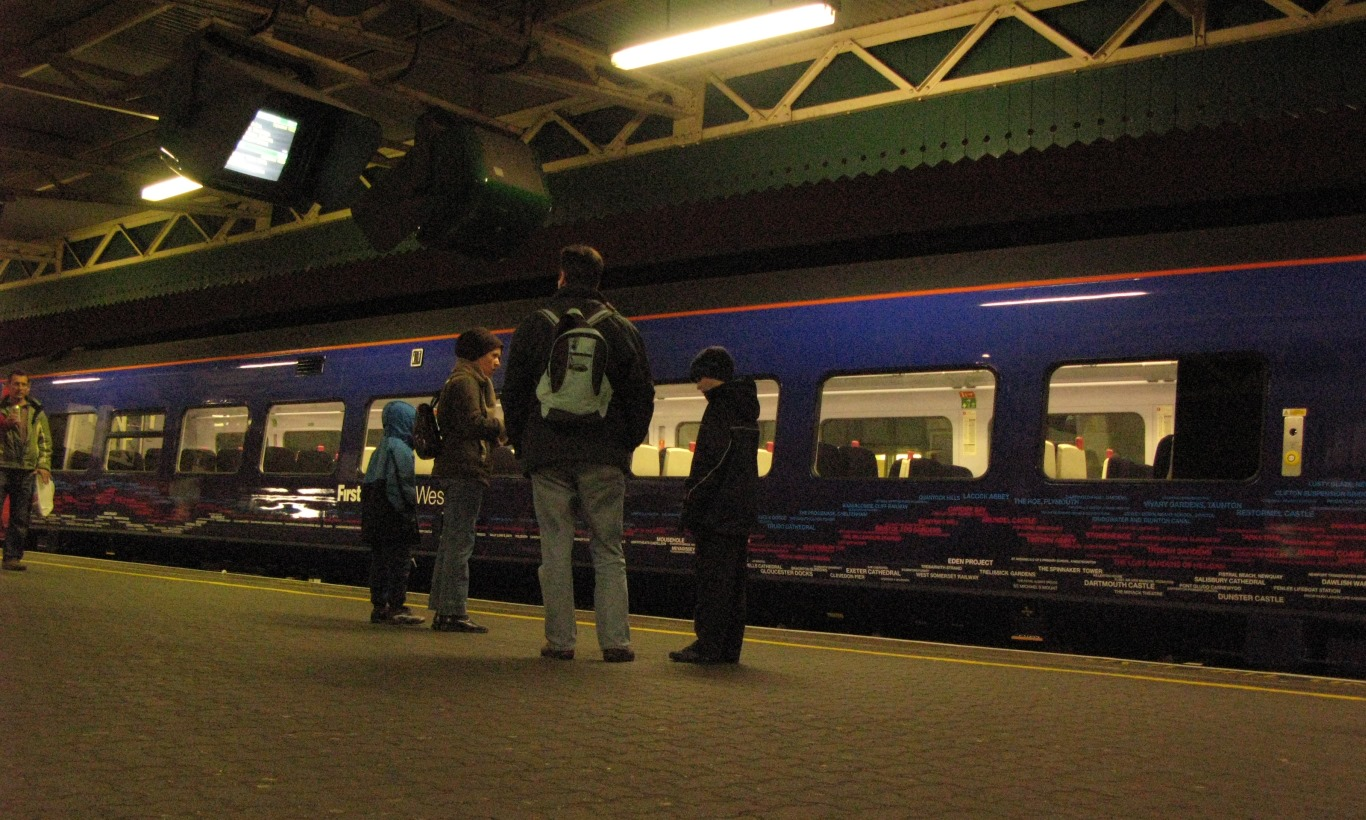
出発と到着状況を表示する旅客情報システム

パディントンやカーディフ、南海岸との長距離列車や、ウェストン＝スーパー＝メア・トーントン・グロスターなどへの普通列車を運行しているファースト・グレート・ウェスタンが駅を運営している。
ロンドンのウォータールー駅への運行はサウスウェスト・トレインズによって行われており、またクロスカントリーによる列車が西へプリマスやペンザンス、北へバーミンガム・マンチェスター・スコットランドへ運行されている。
ナショナル・レール
■クロスカントリー
北から南西へ
ブリストル・パークウェイ駅 - ブリストル・テンプル・ミーズ駅 - ウェストン・スーパー・メア駅
北からカーディフへ
ブリストル・パークウェイ駅 - ブリストル・テンプル・ミーズ駅 - フィルトン・アビー・ウッド駅
■ファースト・グレート・ウェスタン
パディントンからウェストン＝スーパー＝メアへ
ネイルシー・アンド・バックウェル駅 - ブリストル・テンプル・ミーズ駅 -ケインシャム駅
グロスターからウェストベリー/ウェイマスへ
ローレンス・ヒル駅 - ブリストル・テンプル・ミーズ駅 - ケインシャム駅
カーディフ・セントラルからポーツマスへ
ローレンス・ヒル駅 - ブリストル・テンプル・ミーズ駅 - ケインシャム駅
カーディフ・セントラルからトーントンへ
ローレンス・ヒル駅 - ブリストル・テンプル・ミーズ駅 - ベドミンスター駅
ブリストル・パークウェイからウェストン＝スーパー＝メアへ
ローレンス・ヒル駅 - ブリストル・テンプル・ミーズ駅 - ベドミンスター駅
セバーン・ビーチ線
ローレンス・ヒル駅 - ブリストル・テンプル・ミーズ駅
■サウスウェスト・トレインズ
ウォータールーからブリストルへ
ブリストル・テンプル・ミーズ駅 - バース・スパ駅

### バス

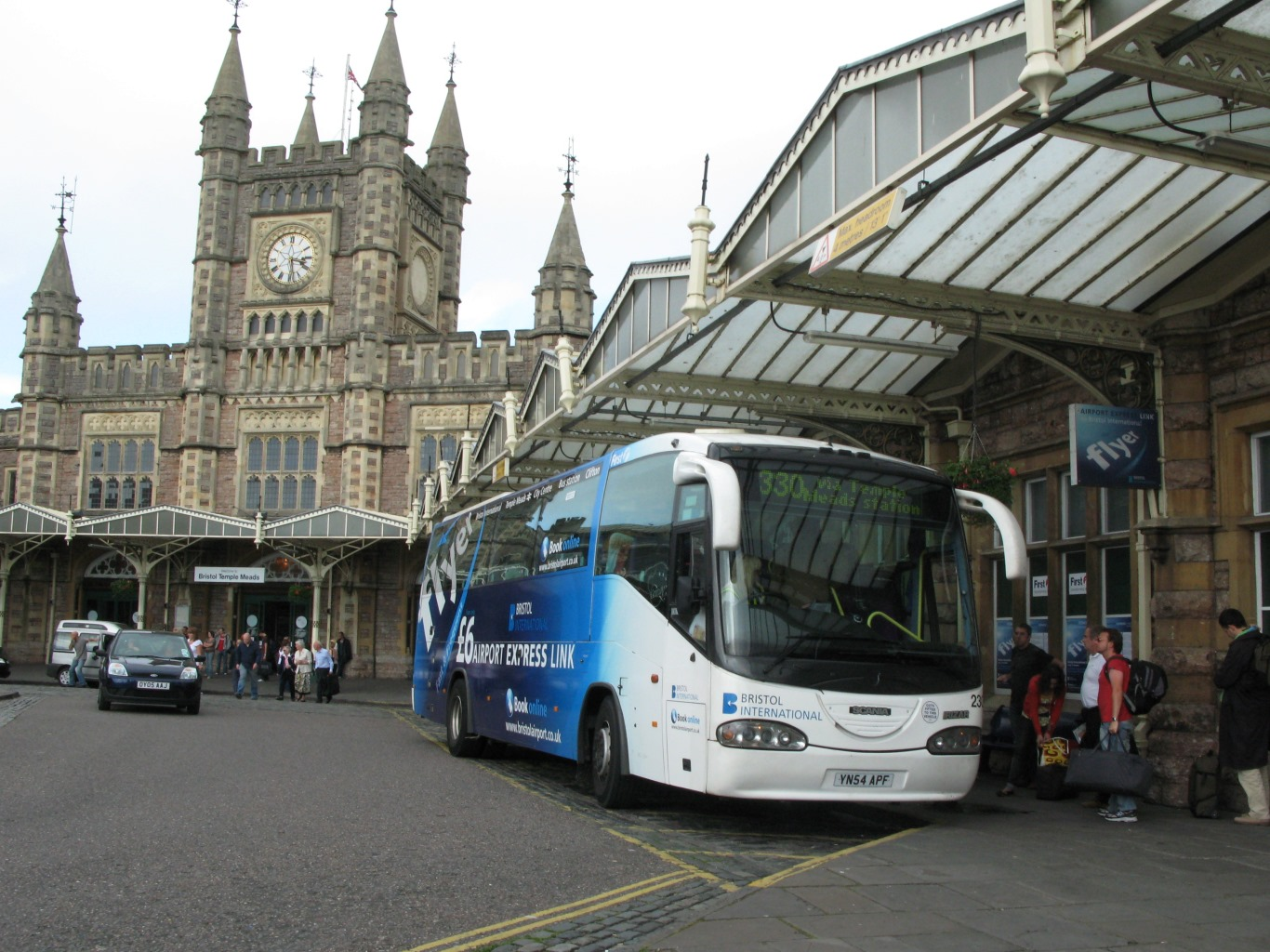
ブリストル国際空港 (Bristol International Airport) へのバスが駅の外で乗客を乗せている様子

テンプル・ミーズ駅へは多くのバス路線が運行されている。駅へのアプローチにあるバス停から、ファーストグループのファースト・ブリストル (First Bristol) が都心部・クリフトン (Clifton)・ブリストル動物園 (Bristol Zoo)・レッドランド (Redland)などへ頻繁に運行する8・8A・9Aなどの系統を運行している。ブリストル国際空港 (Bristol International Airport) への330・331系統や、空港へ行きその後メンディップ丘陵地帯 (Mendip Hills) のリングトン (Wrington)・ウィンスカム (Winscombe)・チェダーなどの村へ行く672・674系統などもある。
駅の外側の大きな道であるテンプル・ウェイには、ウェルズ やソルトフォード (Saltford) 経由バース への路線などが発着する。
他にも地域のバス路線がたくさんある。1系統はブルームヒルからクリブス・コーズウェイへ、51系統はセンターからルーケリー・ファームへ、52系統はヘングローブからインス・コートへ、54系統はストックウッドからクリブス・コーズウェイへ運行されている。ファーストグループ時刻表

### フェリー
ブリストル・フェリー・ボート社 (Bristol Ferry Boat Company) のフェリーが、ブリストル橋、都心のセント・オーガスティンズ・リーチ、グレート・ブリテン号 (SS Great Britain)、ホットウェルズ (Hotwells)などへ向かう途中に駅の外側のブリストル港の桟橋を経由する。